# جيم ليندبرغ
جيم ليندبرغ (بالإنجليزية: Jim Lindberg)‏ هو مغن مؤلف ومغني وموسيقي أمريكي، ولد في 26 يوليو 1965 في هيرموسا بيتش في الولايات المتحدة.

## وصلات خارجية
- جيم ليندبرغ على موقع IMDb (الإنجليزية)
- جيم ليندبرغ على موقع ميوزك برينز (الإنجليزية)
- جيم ليندبرغ على موقع أول ميوزيك (الإنجليزية)
- جيم ليندبرغ على موقع ديسكوغز (الإنجليزية)
- جيم ليندبرغ على موقع قاعدة بيانات الفيلم (الإنجليزية)